# Géographie du Guatemala

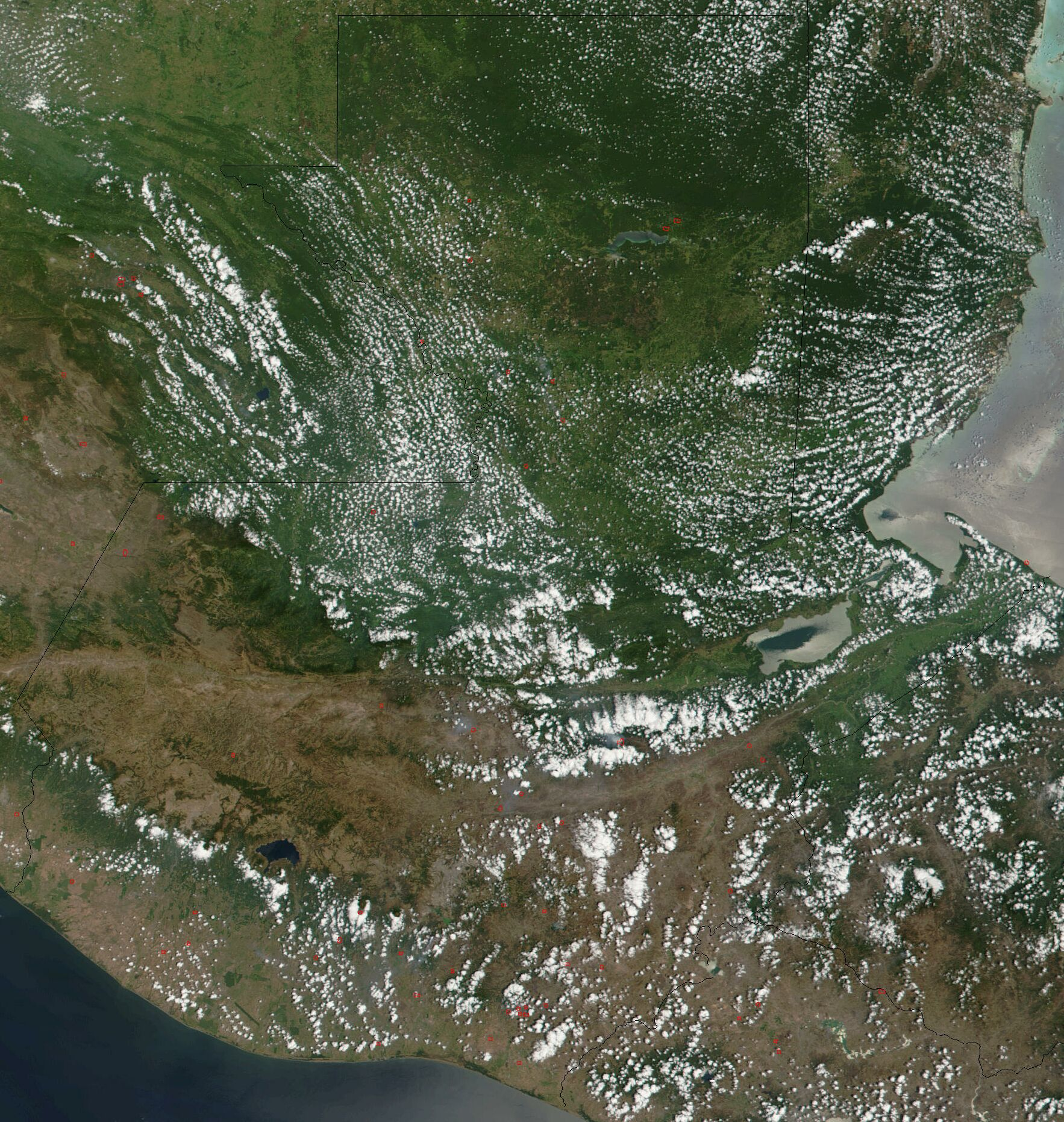
Photo satellitaire du Guatemala.

Le Guatemala est un pays d'Amérique centrale se situant au sud du Mexique. À l'est, il est bordé par l'océan Atlantique, plus précisément par la mer des Caraïbes, tandis qu'à l'ouest, son rivage est baigné par les eaux de l'Océan Pacifique.
Le Guatemala est limitrophe de quatre pays ; ses frontières s'étendent sur 1 687 km, dont plus de la moitié avec le Mexique (962 km), le reste étant presque d'égale longueur avec le  Belize (266 km), le Honduras (256 km) et le Salvador (203 km).

## Territoire et ressources
Le Guatemala occupe une surface de 108 890 km2. L'ensemble des côtes fait environ 400 km.
La terre, plutôt fertile car volcanique, est la principale ressource du Guatemala, pays dont l'économie est essentiellement agricole. De nombreuses ressources naturelles sont également disponibles :
| - le nickel - le zinc - le plomb | - le cuivre - l'antimoine - le tungstène |

Et également dans une moindre mesure le mercure et l'uranium. Le Guatemala possède également au Petén quelques gisements de pétrole qui sont exploités depuis 1975.
La forêt est parallèlement une ressource importante de bois, utilisé sur place ou exporté.

## Relief et climat
Le Guatemala est un pays largement montagneux, à l'exception notable de ses bordures maritimes où s'étendent des plaines littorales basses et quelquefois marécageuses.
Le climat est tropical, quoique plus tempéré en altitude.
Trois zones géographiques distinctes caractérisent la géographie physique du Guatemala :
- les hauts-plateaux de montagnes et de volcans (Pacaya, etc.) où vit la majorité de la population, où deux grands reliefs montagneux se dessinent avec d'une part, à l'est, la Sierra Madre et, d'autre part, à l'Ouest, la cordillère de Cuchumantanes ;
- la forêt tropicale humide du Petèn, au nord-est du pays, se prolonge dans la presqu'île du Yucatán au Mexique ;
- les plaines côtières en bordure des deux océans Atlantique, à l'est, et Pacifique, à l'Ouest, se distinguent par un climat relativement chaud.

Le nombre de volcans est important au Guatemala, une trentaine y est répertoriée. Trois volcans sont considérés comme étant actifs. Leur présence au nord du pays est due au point de rencontre entre trois plaques tectoniques :
- la plaque Cocos ;
- la plaque Caraïbe ;
- et la plaque nord-américaine.

Le Tajumulco est le plus haut sommet d'Amérique centrale, avec 4 220 mètres d'altitude.
Le pays est souvent dévasté par des catastrophes naturelles : ouragans, séismes sans oublier les éruptions volcaniques.

## Hydrologie

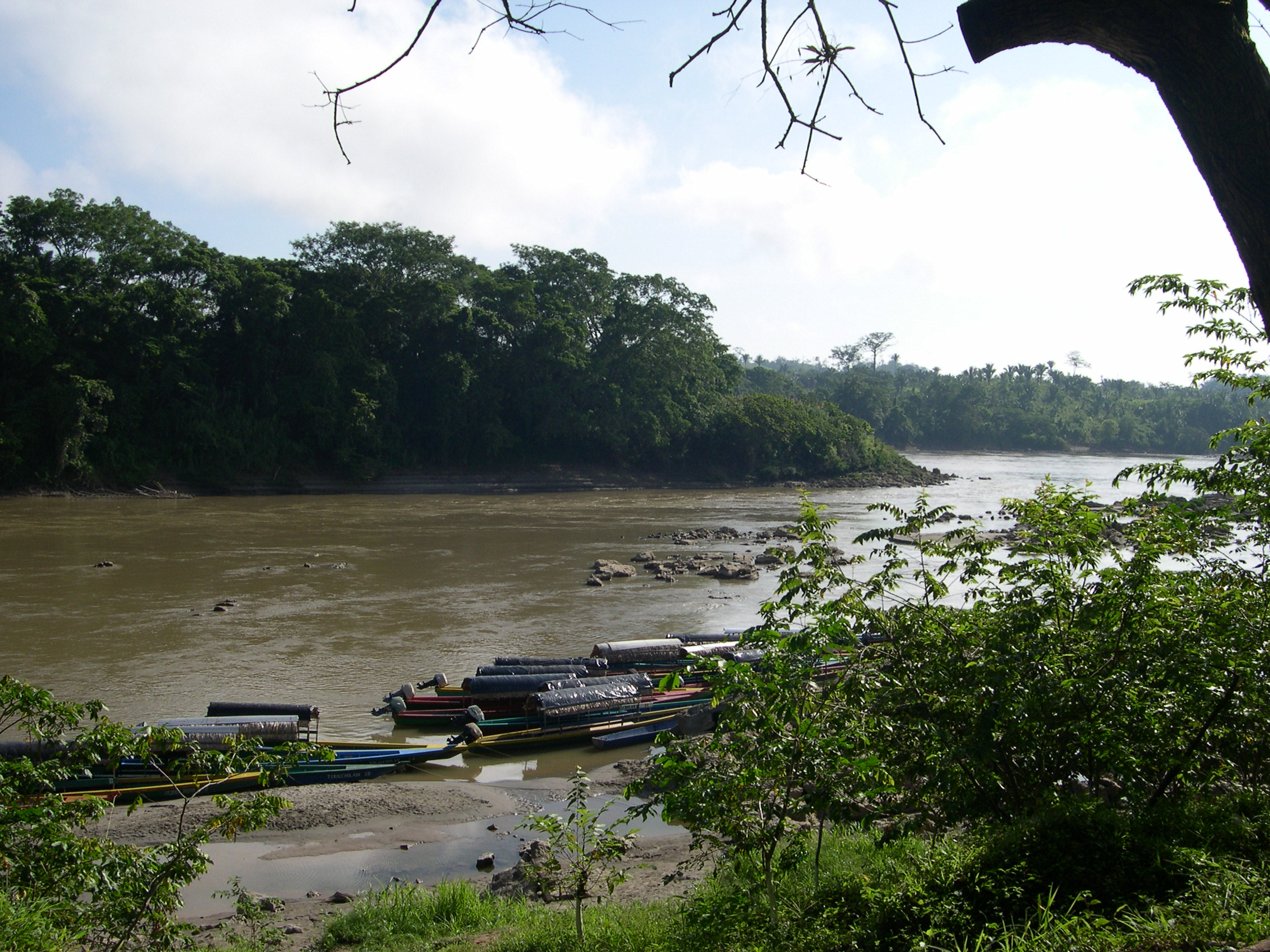
Vue du fleuve Usumacinta

Les principaux cours d'eau du Guatemala sont le Motagua, l'Usumacinta, le Chixoy et le Sarstún.
Les principaux lacs sont le lac Izabal, le lac Atitlan et le lac Petén Itzá.

## Villes
La plupart des grandes villes sont situées dans le sud du pays. Parmi les grandes villes, citons :
- Guatemala Ciudad
- Antigua
- Quetzaltenango
- Escuintla